# Presnoy
Presnoy – miejscowość i gmina we Francji, w Regionie Centralnym, w departamencie Loiret.
Według danych na rok 1990 gminę zamieszkiwało 175 osób, a gęstość zaludnienia wynosiła 23 osoby/km² (wśród 1842 gmin Centre, Presnoy plasuje się na 963. miejscu pod względem liczby ludności, natomiast pod względem powierzchni na miejscu 1258.).